# Nicole de Savigny
 (juillet 2012).
Nicole de Savigny, baronne de Fontette (département de l'Aube) et demoiselle de Saint-Rémy, née en 1535 à Hof dans le duché de Lorraine et morte le 4 mars 1590, est une maîtresse d'Henri II, roi de France.

## Biographie
Fille de Guillaume de Savigny, seigneur de Sailly, et de Nicole de Maretz, elle est mariée très jeune à Jean de Ville, baron de Saint-Rémy, seigneur de Fontette, et lui donne deux enfants :
- André de Ville, baron de Saint-Rémy, seigneur de Fontette, mort sans postérité.
- Elisabeth de Ville, dame de la Fosse aux Loups, qui entrera en religion.

Jeune veuve de 17 ans quand son mari meurt en 1552, elle se rend à la Cour et devient en 1556 la maîtresse de Henri II, profitant d'une période où le roi délaisse sa favorite bien-aimée, Diane de Poitiers.
Elle  séjourne de temps à autre avec son royal amant au château de Fère-en-Tardenois (une des très nombreuses propriétés du mentor d'Henri II et connétable de France, le "Tout Puissant" Anne de Montmorency).
Elle a de lui un fils, Henri de Saint-Rémi, né en 1557 à Paris. Sa courte faveur auprès du roi se termine peu après la naissance de son fils, lorsque Diane de Poitiers reprend son ascendant sur Henri II. Elle se retire alors à Fontette, sur ses terres, avant de contracter avec Claude de La Baume-Montrevel, archevêque titulaire de Besançon, un mariage secret que le tribunal de la Rote annulera.
Nicole de Savigny mentionne, dans son testament rédigé le 12 janvier 1590, que le roi lui a fait don pour leur fils, Henri de Valois de Saint-Rémy, de la somme de 30 000 couronnes qu'Henri III lui a réglée le 23 février 1577 et dont elle a donné reçu le 26 février 1577, bien que ce fils ne fût pas reconnu par le roi.

### Sources et bibliographie
- Père Anselme, Dictionnaire de la Maison de France ;[réf. incomplète]
- Philippe Erlanger, Diane de Poitiers ;[réf. incomplète]
- Gaston Sirjean, Encyclopédie généalogique des maisons souveraines du monde, t. 8.[réf. incomplète]